# Катовицкое воеводство
Катови́цкое воеводство (пол. województwo katowickie, в 1953-57 гг. Сталиногру́дское воеводство, пол. województwo stalinogrodzkie) существовало в течение 1950—1975 гг. как одна из крупнейших единиц административного деления Польши. Катовицкое воеводство создано в 1950 году в результате разделения Силезского-Домбровского воеводства на Опольское и Катовицкое воеводства.
Столицей воеводства являлся город Катовице.

## Катовицкое воеводство 1950—1975
Катовицкое воеводство существовало в течение 1950—1975 гг. как одно из 17 воеводств Польши. После смерти Сталина город Катовице переименован 9 марта 1953 года в Сталиногруд («город Сталина»), а Катовицкое воеводство — в «Сталиногрудское». В 1956 году возвращено прежнее название.

Катовицкое воеводство 1950—1975

### Площадь и население
В течение 1950—1975 гг. воеводство занимало площадь 9 518 км². В 1965 году насчитывало 3 524 000 жителей (370,24 чел./км²).

### Административное деление
В 1965 году делилось на 33 повята:
1. Бельско-Бяла — городской повят
2. Бяльский повят
3. Бендзин — городской повят
4. Бендзинский повят
5. Бытом — городской повят
6. Водзиславский повят
7. Гливице — городской повят
8. Гливицкий повят
9. Домброва-Гурнича — городской повят
10. Забже — городской повят
11. Заверце — городской повят
12. Заверценский повят
13. Катовице — городской повят
14. Клобуцкий повят
15. Люблинецкий повят
16. Мысловице — городской повят
17. Мышкувский повят
18. Пщинский повят
19. Руда-Слёнска — городской повят
20. Рыбницкий повят
21. Рыбник — городской повят
22. Свентохловице — городской повят
23. Семяновице-Слёнске — городской повят
24. Сосновец — городской повят
25. Тарногурский повят
26. Тыхы — городской повят
27. Тыхский повят
28. Хожув — городской повят
29. Цешин — городской повят
30. Цешинский повят
31. Челядзь — городской повят
32. Ченстохова — городской повят
33. Ченстоховский повят

## Катовицкое воеводство 1975—1998
Катовицкое воеводство в течение 1975—1998 гг. относилось главным образом к индустриальному району Верхнесилезской агломерации (Верхнесилезский каменноугольный бассейн). Существовало как одно из 49 воеводств Польши. В итоге административной реформы в 1999 году территория Катовицкого воеводства отошла большей частью (87,65 % — 5828,15 км²) к Силезскому воеводству.

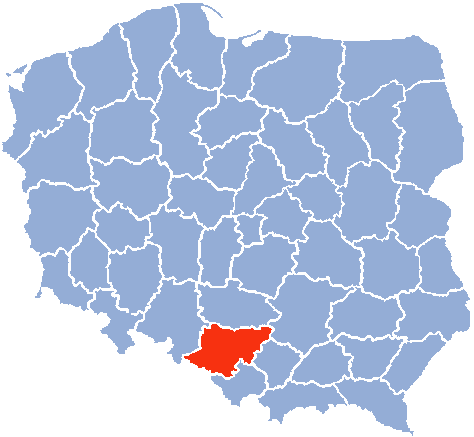
Катовицкое воеводство 1975—1998

### Площадь и население
В течение 1975—1998 гг. воеводство занимало площадь 6 650 км². В 1998 году насчитывало 3 894 900 жителей (585,7 чел./км²).

### Административное деление
В 1998 году в состав воеводства входили 43 города и 46 гмин.